# BBC Radio 5 Sports Extra
BBC Radio 5 Sports Extra (voorheen bekend als BBC Radio 5 Live Sports Extra) is een digitale radiozender die onderdeel uitmaakt van de British Broadcasting Corporation. Het wordt uitgezonden via digitale radio (DAB) en Digital Video Broadcasting (DVB-T, DVB-S en DVB-C) in het Verenigd Koninkrijk en Ierland. Het station is niet te ontvangen via analoge radio. Het is wel te streamen, maar in verband met uitzendrechten worden sommige uitzendingen niet via het internet doorgegeven. Sommige programma's zijn alleen beschikbaar voor luisteraars in het Verenigd Koninkrijk.
BBC Radio 5 Sports Extra wordt gebruikt voor aanvullend sportcommentaar wanneer het de hoofdzender hiervoor, BBC Radio 5 Live, al gebruikt wordt. Sinds 2004 zendt het de Major League Baseball World Series uit. Het is ook de vaste zender voor de "Test Match Special" zonder de weerberichten voor schepen op zee, zoals op BBC Radio 4.